# Deutsche Nordische Skimeisterschaften 1957

Logo des Deutschen Skiverbands

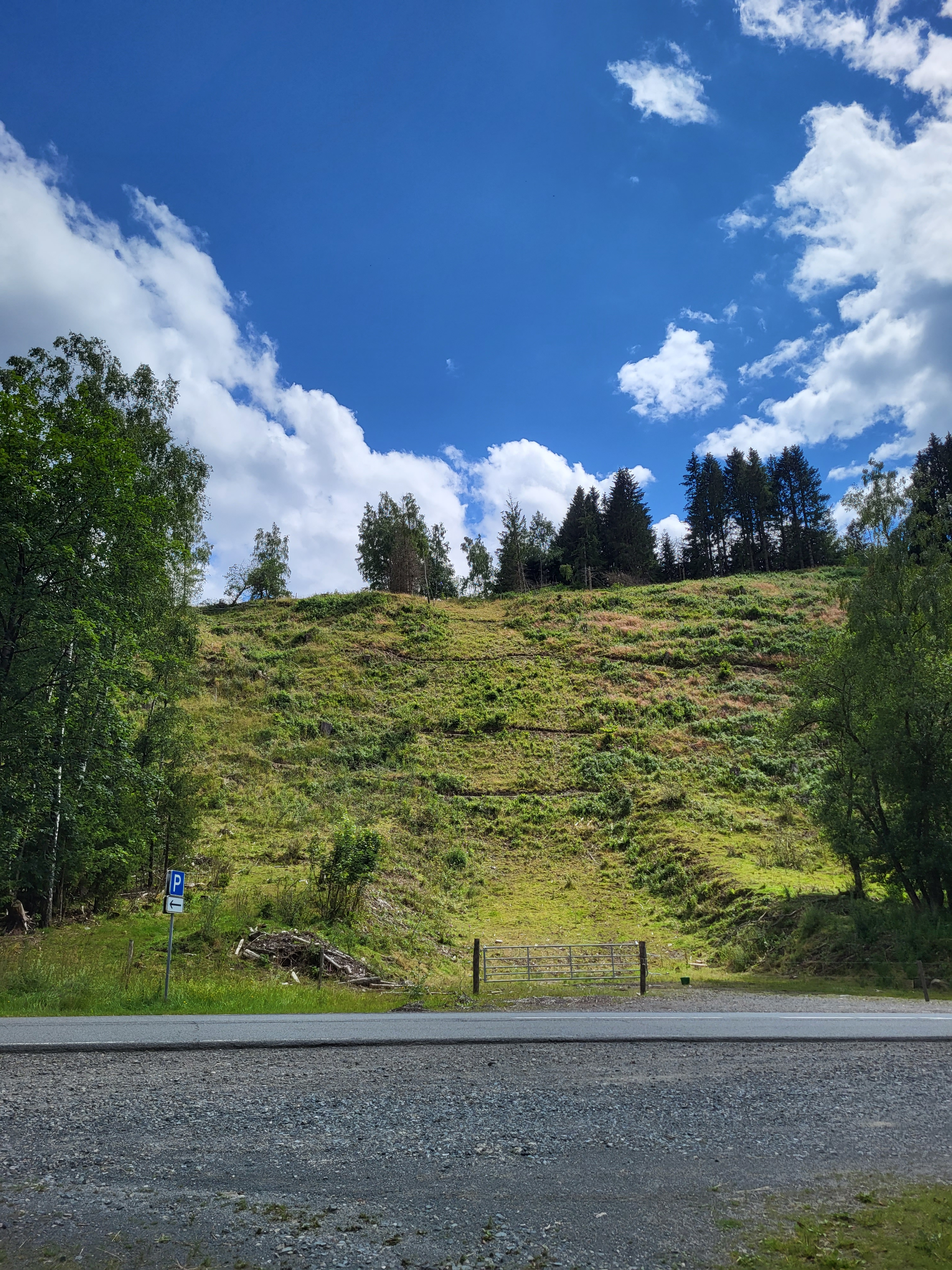
Standort der damaligen Schanze im Schultal bei Altenau

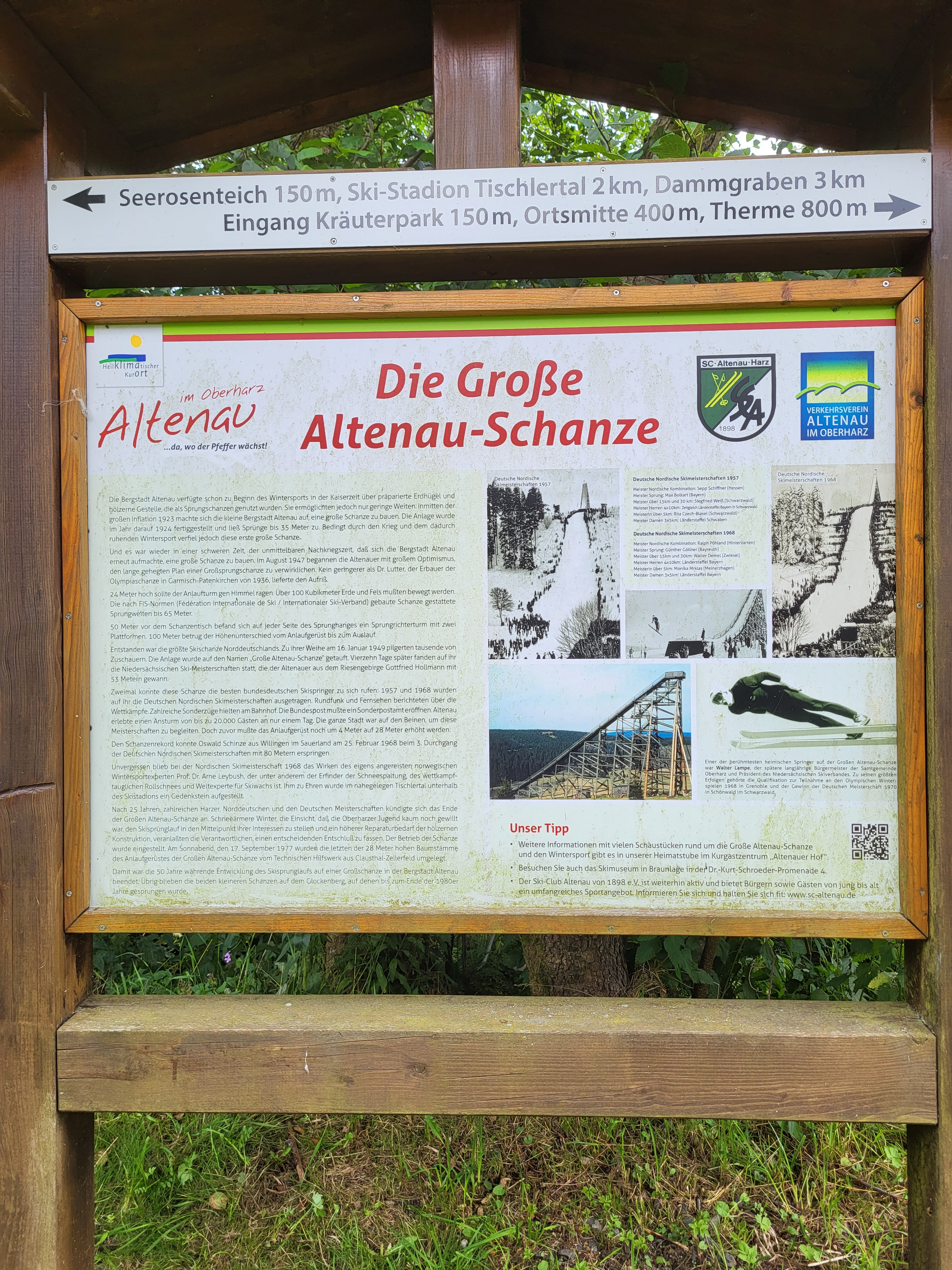
Informationstafel Große Altenau Schanze

Die Deutschen Nordischen Skimeisterschaften 1957 wurden vom 20. bis zum 24. Februar 1957 im niedersächsischen Altenau ausgetragen.
Die Sprungläufe wurden auf der Große-Altenau-Schanze abgehalten, die im Vorfeld der Meisterschaften modernisiert wurde, sodass die Erhöhung des Ablaufturmes den kritischen Punkt von 65 auf 70 Metern verschob. Die Meisterschaften waren ursprünglich für den 6. bis 10. Februar geplant worden, doch verschob der Deutsche Skiverband die Austragung aufgrund der ungünstigen Schneelage um vierzehn Tage. Für die sieben Wettkämpfen meldeten sich 170 Athleten, darunter alle Vorjahresmeister, an.

## Programm und Zeitplan
| Datum            | Uhrzeit | Ereignis               | Geschlecht |
| ---------------- | ------- | ---------------------- | ---------- |
| Mi., 20. Februar | 09:30   | 30 km Langlauf         | Männer     |
| Do., 21. Februar | 10:00   | 10 km Langlauf         | Frauen     |
| Fr., 22. Februar | 09:30   | 3 × 5 km Staffellauf   | Frauen     |
| Fr., 22. Februar | 14:00   | Kombinationssprunglauf | Männer     |
| Sa., 23. Februar | 09:00   | 15 km Langlauf         | Männer     |
| Sa., 23. Februar | 09:00   | Kombinationslanglauf   | Männer     |
| So., 24. Februar | 08:00   | 4 × 10 km Staffellauf  | Männer     |
| So., 24. Februar | 13:30   | Spezialsprunglauf      | Männer     |

## Skilanglauf

### Frauen

#### 10 km
| Platz | Name             | Ort       | Zeit (h) |
| ----- | ---------------- | --------- | -------- |
| 01    | Rita Czech-Blasl | Freiburg  | 0:34:51  |
| 02    | Julie Lang       | Weilheim  | 0:36:08  |
| 03    | Steffi Köhrer    | Degenfeld | 0:36:37  |
| 04    | Ute Röder        | Stuttgart | 0:37:48  |
| 05    | Erika Fahrner    | Schwaben  | 0:40:42  |

Datum: Donnerstag, 21. Februar 1957
Nachdem sie eine Woche zuvor im schweizerischen St. Imier bereits den Damenlanglauf bei den Wettbewerben um den Kurikkala-Pokal gewonnen hatte, verteidigte die favorisierte Rita Czech-Blasl ihren Meistertitel erfolgreich. Czech-Blasl bewältigte dabei die 10 Kilometer erstmals in weniger als vierzig Minuten, was die Siegerin auf die „leichte“ Strecke zurückführte.
Andere Quellen geben für den Damenlanglauf eine Laufdistanz von 5 Kilometern an. Die Passauer Neue Presse spricht allerdings mehrfach von 10 Kilometern. Auch die Laufzeiten lassen eher auf eine 10-km-Strecke schließen.

#### Verbandsstaffel
| Platz | Namen                                            | Verband             | Zeit (h) |
| ----- | ------------------------------------------------ | ------------------- | -------- |
| 01    | Ute Röder Julie Lang Steffi Köhrer               | SSV (Schwaben)      | 1:08:39  |
| 02    | Annelise Ketterer Rita Czech-Blasl Gertrud Maier | SVS (Schwarzwald)   | 1:09:51  |
| 03    |                                                  | HSV (Hessen)        | 1:19:58  |
| 04    |                                                  | SVH (Niedersachsen) | 1:21.10  |
| 05    |                                                  | BSV (Bayern)        | 1:25.37  |

Datum: Freitag, 22. Februar 1957
Die Schwäbische Frauenstaffel konnte ihren Titel über 3 × 5 km verteidigen, wobei die Schwarzwälderin Rita Czech-Blasl die schnellste Einzelzeit vorweisen konnte.

### Männer

#### 15 km
| Platz | Name             | Ort               | Zeit (h) |
| ----- | ---------------- | ----------------- | -------- |
| 01    | Siegfried Weiß   | Brend             | 0:48:35  |
| 02    | Josef Schiffner  | Frankfurt am Main | 0:48:51  |
| 03    | Helmut Hagg      | Immenstadt        | 0:49:09  |
| 04    | Rudolf Kopp      | Reit im Winkl     | 0:49:11  |
| 05    | Toni Haug        | Unterjoch         | 0:49:23  |
| 06    | Oskar Burgbacher | Brend             | 0:49:27  |

Datum: Samstag, 23. Februar 1957
Mit der schnellsten 15-km-Langlaufzeit in der Geschichte der Deutschen Skimeisterschaften gewann Siegfried Weiß auch den zweiten Einzeltitel in Altenau. Weiß setzte sich von seinem größten Kontrahenten Josef Schiffner vor allem in den langen Bergaufstrecken sowie im Endspurt ab, den er 200 Meter vor dem Ziel begann. Im Siegerinterview machte Weiß seinen finnischen Trainer Osmo Hillebrand für seinen Erfolg verantwortlich.

#### 30 km
| Platz | Name             | Ort        | Zeit (h) |
| ----- | ---------------- | ---------- | -------- |
| 01    | Siegfried Weiß   | Brend      | 1:57:14  |
| 02    | Helmut Hagg      | Immenstadt | 2:01:32  |
| 03    | Oskar Burgbacher | Brend      | 2:01:42  |
| 04    | Xaver Hindelang  | Nesselwang | 2:03:34  |
| 05    | Schwer           | Schonach   | 2:04.16  |
| 06    | Wilhelm Schmidt  | Braunlage  | 2:04:40  |

Datum: Mittwoch, 20. Februar 1957
Den ersten Wettkampf der Deutschen Nordischen Skimeisterschaften 1957 konnte Siegfried Weiß im Skilanglauf über 30 Kilometer für sich entscheiden und verwies dabei den Vorjahressieger Helmut Hagg mit vier Minuten Rückstand auf Platz zwei. Während die Teilnehmer eine leichte Strecke durch Wald und Hochmoore vorfanden, machte ihnen vor allem der einsetzende Schneefall Probleme, der einige Athleten dazu Zwang, ihre Skier während des Wettkampfes umzuwachsen.

#### Verbandsstaffel
| Platz | Namen                                             | Verband               | Zeit (h) |
| ----- | ------------------------------------------------- | --------------------- | -------- |
| 01    | Sepp Maier Oskar Burgbacher Schwer Siegfried Weiß | SVS I (Schwarzwald)   | 2:56.03  |
|       | Toni Haug Sepp Achatz Rudolf Kopp Helmut Hagg     | BSV I (Bayern)        | 2:56.03  |
| 03    |                                                   | SVS III (Schwarzwald) | 3:01.58  |
| 04    |                                                   | BSV II (Bayern)       | 3:02.04  |
| 05    |                                                   | SVS II (Schwarzwald)  | 3:02.24  |
| 06    |                                                   | BSV III (Bayern)      | 3:03.59  |

Datum: Sonntag, 24. Februar 1957
Der 4-mal-10-Kilometer-Staffellauf endete mit einem toten Rennen zwischen Schwarzwald und Bayern, sodass zwei Sieger gekürt wurden. Start und Zielplatz der Loipe befand sich im Stadtteil Torfhaus, der höchstgelegenen Siedlung Niedersachsens. Obwohl der bayerische Schlussläufer Helmut Hagg mit einem Vorsprung von 2 Sekunden ins Rennen startete, konnte er diesen gegenüber dem herausragendsten Athleten der Meisterschaften Siegfried Weiß nicht behaupten. Das Rennen wurde nicht nur an der Spitze von den Teams der bayerischen und schwarzwälder Verbände dominiert, sondern auch in den darauffolgenden Plätzen.

## Nordische Kombination

### Einzel 15 km
| Platz | Name            | Ort               | Sprungpunkte | Laufpunkte | Gesamt |
| ----- | --------------- | ----------------- | ------------ | ---------- | ------ |
| 01    | Josef Schiffner | Frankfurt am Main | 215,5        | 240,0      | 255,5  |
| 02    | Eberhard Plenk  | Ruhpolding        | 197,5        | 231,3      | 428,8  |
| 03    | Helmut Böck     | Nesselwang        | 197,5        | 231,1      | 428,6  |
| 04    | Heinz Hauser    | Reit im Winkl     | 197,0        | 229,0      | 426,0  |
| 05    | A. Schmidt      | Frankfurt am Main | 189,0        | 212,1      | 401,1  |
| 06    | Karl Lindner    | Willingen         | 162,0        | 228,0      | 390,0  |
| 07    | Siegfried Hitz  | Hinterzarten      | 157,5        | 221,8      | 379,3  |

Datum: Freitag, 22. und Samstag, 23. Februar 1957
Die Meisterschaften der Nordischen Kombination wurden auf zwei Tage aufgeteilt, sodass der Sprunglauf am Freitag und der Langlauf am Samstag abgehalten wurden. Der frühere österreichische Meister Josef Schiffner gewann zunächst den Kombinationssprunglauf, bei dem er bei verkürztem Anlauf auf 64 und 67 Meter gesprungen war. Den zweiten Platz teilten sich die bayerischen Vertreter Eberhard Plenk und Helmut Böck. Letztlich wurde Schiffner mit großem Vorsprung Gewinner des „Goldenen Ski“. Der Sieg bedeutete für den 26-jährigen Frankfurter bereits den dritten großen Erfolg der Saison, nachdem er schon bei den internationalen Skirennen in Le Brassus sowie bei der FIS-Woche in Garmisch-Partenkirchen gewonnen hatte.

## Skispringen

### Großschanze
| Platz | Name               | Ort               | Weite 1 | Weite 2 | Punkte |
| ----- | ------------------ | ----------------- | ------- | ------- | ------ |
| 01    | Max Bolkart        | Oberstdorf        | 69,5 m  | 69,0 m  | 223,0  |
| 02    | Helmut Bleier      | Bischofsgrün      | 70,0 m  | 68,5 m  | 221,5  |
| 03    | Toni Brutscher     | Oberstdorf        | 65,0 m  | 65,5 m  | 216,0  |
| 04    | Sepp Kleisl        | Partenkirchen     | 66,5 m  | 65,0 m  | 215,0  |
| 05    | Josef Schiffner    | Frankfurt am Main | 64,5 m  | 66,0 m  | 210,5  |
| 06    | Ewald Roscher      | Baden-Baden       |         |         |        |
| 07    | Edi Heilingbrunner | Gmund             |         |         |        |
| 08    | Heinrich Zapf      | Bischofsgrün      |         |         |        |
| 09    | Sepp Hohenleitner  | Partenkirchen     |         |         |        |

Datum: Sonntag, 24. Februar 1957
Der Spezialsprunglauf war der Abschluss und Höhepunkt der Skimeisterschaften. Den rund 20.000 Zuschauern bot sich auf der umgebauten K-70-Schanze am Mühlenberg ein spannender Wettkampf, bei dem sich schließlich der Favorit und Olympia-Vierter Max Bolkart durchsetzen konnte. Den weitesten Sprung des Tages erzielte Helmut Bleier, der mit seinen gestandenen 70 Metern einen neuen Schanzenrekord aufstellte.